# Perm (bogbind)
 For alternative betydninger, se Perm. (Se også artikler, som begynder med Perm)
Permer er en bogs for- og bagside: forsiden kaldes forpermen og bagsiden bagpermen. 
Permerne kan være af et stift materiale som træ eller oftest af pap. Man kan tale om at sidepappet (permen) - er 'sat helt op mod falsen'. En sådan bog er med dyb fals, figur B på tegningen. Hvis permen ikke når helt op til falsen, er den med lav fals, som kan kendes på en mere eller mindre tydelig rille mellem sidepappet og bogryggen (fig. A).
Hvis permerne rager lidt ud over bogblokken, taler man at bogen er med formering. Det tjener til beskyttelse af bogens blade mod stød og slag. Ved en bog uden formering er permerne afskåret lige for enderne.
Til biblioteksindbindinger har man foretrukket lav fals, da belastningen ved åbning af bogen fordeles over en større flade; det ses tydeligst på det nederste billede. Man kan derfor bruge et kraftigere indbindingsmateriale og få en mere holdbar bog velegnet til biblioteker.
Udtrykket "perm" bruges stadig: "... med exlibris på inderside af perm".